# Négyujjú elefántcickány
A négyujjú elefántcickány (Petrodromus tetradactylus) az emlősök (Mammalia) osztályába, ezen belül az elefántcickány-alakúak (Macroscelidea) rendjébe és azelefántcickány-félék (Macroscelididae) családjába tartozó Petrodomus nem egyetlen faja.

## Előfordulása
Afrika keleti és déli részén honos. Erdőkben, bokros-fás területeken él, ritkán kerül szem elé, mert ügyesen bujkál az avar és a fű között.

## Alfajai
- Petrodromus tetradactylus tetradactylus
- Petrodromus tetradactylus beirae
- Petrodromus tetradactylus rovumae
- Petrodromus tetradactylus schwanni
- Petrodromus tetradactylus sultani
- Petrodromus tetradactylus swynnertoni
- Petrodromus tetradactylus tordayi
- Petrodromus tetradactylus warreni
- Petrodromus tetradactylus zanzibaricus

## Megjelenése
Nagy szemű apró állatka, bundája sárgás vörhenyesbarna. Lába, különösen a hátulsó pár, feltűnően hosszú.

## Életmódja
Földi üregekben, öreg fák gyökerei között él. Mozgásterülete viszonylag kicsi. Tápláléka különböző rovarokból, hangyákból, pókokból áll, ezeket a fű között kutatva szedi össze. Veszély esetén hátulsó lábaival „dobol”, majd villámgyorsan rejtekébe surran. Menekülés közben néha hangos, síró kiáltást hallat. Viselkedésmódjáról, a szaporodás és fiókanevelés körülményeiről alig tudunk valamit, holott az elefántcickányok helyenként nagyon gyakoriak. Legfőbb ellenségeik a különböző baglyok és ragadozó madarak.